# Kabuscorp FC do Palanca
Kabuscorp - Futebol Clube do Palanca ist ein Fußballverein aus  Luanda, der Hauptstadt von Angola. Der Verein gehört Bento dos Santos „Kangamba“, in der Regel kurz Bento Kangamba genannt, Generalleutnant der Reserve der Angolanischen Armee und auch bekannt als „Unternehmer der Jugend“ (o empresario da Juventude). Er ist auch Schwiegersohn und 2012 Wahlkampfleiter von José Eduardo dos Santos, dem früheren Präsidenten des erdölreichen Landes. „Kabuscorp“ steht als Abkürzung für „Kangamba Business Corporation“.  Ein weiterer Namensbestandteil des Vereins wird durch das Wappentier, eine Antilope (portug. Palanca), dargestellt und referenziert ein Stadtviertel von Luanda mit diesem Namen. Die Wappeninschrift Kabuscorp Futebol Clube do Sambizanga weist auf ein weiteres Stadtviertel hin.
Der Verein wurde 1994 gegründet und stieg nach der Saison 2007 in die erste Liga Angolas, die Girabola auf. Zunächst belegte der Verein Plätze am unteren Tabellenende. Im Jahre 2009 konnte Kabuscorp als Zwölfter des damaligen Wettbewerbs nur aufgrund einer Relegationsrunde, die wegen einer Aufstockung der Liga auf 16 Vereine abgehaltenen wurde, die Klasse halten. Nach einem achten Platz im Jahr zuvor wurde Kabuscorp 2011 mit nur einem Punkt Rückstand auf CRD Libolo aus Calulo Vizemeister.
Zur Saison 2012 schloss sich der brasilianische Weltmeister von 2002 und Weltfußballer des Jahres 1999, der mittlerweile 39-jährige Rivaldo dem Verein an. Trotz anderweitiger Angebote folgte er einem angeblichen „Ruf“ eines unspezifizierten „Gottes“ um sich dem Verein anzuschließen. Sein Gehalt ist unbekannt.
In der Girabola 2013 wurde Kabuscorp erstmals in der Vereinsgeschichte angolanischer Meister.

## Stadion
Heimspiele trug Kabuscorp SC ursprünglich im Estadio São Paulo und später im 1947 eröffneten Estadio Municipal Dos Coqueiros aus, das nach einer Renovierung 2005 12.000 Zuschauern Platz bietet. Bis zum Ende des Jahres 2012 spielt Kabuscorp im wegen Baufälligkeit auf 35.000 Zuseher limitierten, einstigen Großstadion Estádio da Cidadela Desportiva.
Kabuscorp strebt an ein eigenes Stadion zu errichten, das zwischen 20.000 und 25.000 Zuschauern Platz bieten soll. Zu diesem Zweck soll neben dem Produktionszentrum des staatlichen Fernsehsenders TPA im Distrikt Camama bereits ein Gelände eingeebnet worden sein.

## Statistik in den CAF-Wettbewerben
| Wettbewerb                | Runde    | Gegner                                | Hinspiel | Rückspiel |  |
| ------------------------- | -------- | ------------------------------------- | -------- | --------- |  |
|                           |          |                                       |          |           |  |
| CAF Champions League 2014 | Vorrunde | Côte d’Or FC                          | 5:1 (H)  | 2:1 (A)   |  |
|                           | 1. Runde | al Zamalek SC                         | 0:1 (A)  | 0:0 (H)   |  |
| CAF Champions League 2015 | Vorrunde | Lydia Ludic Burundi Sport 4 Africa FC | 0:0 (A)  | 1:0 (H)   |  |
|                           | 1. Runde | al-Merreikh Omdurman                  | 0:2 (A)  | 2:1 (H)   |  |